# Cô dâu thứ 100
Cô Dâu Thứ 100 (tiếng Hoa: 第100个新娘 Di 100 Ge Xin Niang; tiếng Anh: The 100th Bride) là một tập 33 phim được sản xuất năm 2005.

## Tóm tắt phim
Như Ngọc là vợ trước của Hân Uy, hai người tuy đã li dị, nhưng họ vẫn xem nhau như bạn thân. Hôm đến dự hôn lễ lần thứ hai của Như Ngọc, Hàn Uy đã gặp Điền Y Phàm - người phụ trách tổ chức lễ cưới này, ngay cái nhìn đầu tiên, anh đã cảm nhận một tình cảm rất lạ len lõi trong lòng mình, mà trứoc đây anh không tìm thấy khi sống bên Như Ngọc. Y Phàm là nhân viên của công ty tổ chức hôn lễ Phi Phàm, cô và bạn trai - Viên Tiểu Cường quen nhau đã 6 năm, nhưng chưa kết hôn, vì Tiểu Cường muốn dành thời gian thêm 3 năm để thực hiện hoài bảo của mình. Nhìn cô dâu Như Ngọc rạng rỡ trong bộ áo cưới lộng lẫy, Y Phàm thầm ước mình trở thành cô dâu thứ 100 của công ty Phi Phàm.

## Diễn viên
- Ji Jin He - Hàn Uy
- Giả Tịnh Văn - Y Phàm
- Nhiếp Viễn - Tiểu Cương
- Lâm Vi Quân - Chu Thanh
- Ngưu Phi - Như Ngọc

## Thông tin phim
- Nhà sản xuất: Lưu Kế Nam
- Tổng kế hoạch: Trương Chương
- Tổng giám chế: Hàn Tuấn Phong, Tư Đồ Kiệt, Từ Lượng, Vương Ninh Gia
- Giám chế: Sửu Thuật Thành
- Đạo diễn: Lương Đức Hoa
- Người sản xuất: Tiêu Dương, Tôn Bất
- Tổng giám chế ảnh: Biển Nẩm Quân, Trương Chương